# Авилес, Рамон
Рамон Антонио Авилес Миранда (исп. Ramón Antonio Avilés Miranda, 22 января 1952, Манати, Пуэрто-Рико — 27 января 2020, там же) — пуэрто-риканский бейсболист, игрок инфилда. Выступал в Главной лиге бейсбола в составах клубов «Бостон Ред Сокс» и «Филадельфия Филлис». Победитель Мировой серии 1980 года.

## Биография
Рамон Авилес родился 22 января 1952 года в Манати в Пуэрто-Рико. В детстве он хотел стать врачом, но его родители не могли позволить оплату медицинского образования. В 1969 году Рамон окончил школу имени Фернандо Кальехо, после чего подписал контракт с клубом «Бостон Ред Сокс». Профессиональную карьеру он начал годом позже в составе «Гринвилл Ред Сокс». В сезоне 1970 года Авилес провёл 94 матча, отбивая с эффективностью 29,6 %. Следующие три года он выступал на уровне AA-лиги, затем ещё два сезона отыграл за «Потакет Ред Сокс» в AAA-лиге.
Весной 1977 года Рамон участвовал в сборах с основным составом «Ред Сокс», но из-за травмы плеча места в команде не получил. Начало чемпионата он провёл в «Потакете». В «Бостон» его перевели 24 июня, а дебют Авилеса в Главной лиге бейсбола состоялся 10 июля. Матч против «Милуоки Брюэрс» стал для него единственным в составе команды. Остаток сезона он доиграл на уровне AAA-лиги. После его окончания Рамона обменяли в «Филадельфию».
Сезон 1978 года Авилес провёл в фарм-клубе «Оклахома-Сити Эйти Найнерс». В основной состав «Филлис» он был переведён в мае 1979 года, когда стартовый игрок второй базы Мэнни Трильон сломал руку. В Главной лиге бейсбола он играл до середины июня, приняв участие в 27 матчах с показателем отбивания 27,9 % и 12 набранными RBI. В аналогичной ситуации Рамон оказался в 1980 году, заменив Трильо, травмировавшего ногу. В составе «Филлис» он остался до конца сезона, выполняя в команде роль инфилдера-универсала. Он был включён в заявку на плей-офф, играл в победной для «Филадельфии» Мировой серии против «Канзас-Сити Роялс».
После неудачного старта сезона 1981 года Рамон был переведён в AAA-лигу, где провёл два месяца. Затем он вернулся в Филлис, но до конца сезона большую часть времени задействовался тренерами в защите в поздних иннингах. Также он вышел на поле в одной из игр дивизионного раунда плей-офф против «Монреаля». После завершения сезона Авилеса обменяли в «Техас Рейнджерс». В новой организации он не получил приглашения на предсезонные сборы, мало выходил на поле в младших лигах. В конце концов он попросил обменять его и в клубе пошли навстречу. Рамон вернулся «Филадельфию» и до 1983 года был играющим тренером на уровне AAA-лиги.
После завершения игровой карьеры, Авилес начал тренерскую. В 1985 году он возглавлял фарм-клуб Флоридской лиги Клируотер Филлис, затем занимал другие должности в системе «Филадельфии». В 1996 году Рамон исполнял обязанности главного тренера команды AAA-лиги «Скрэнтон/Уилкс-Барре Ред Бэронз». Этот пост стал самым высоким в его карьере. Кроме того, он успешно работал главным тренером в Зимней лиге Пуэрто-Рико. В 2005 году Авилес перешёл на работу в «Брюэрс», где одним из его воспитанников стал Райан Брон. Позже Рамон работал в системе «Вашингтон Нэшионалс». На пенсию он вышел в 2009 году. Его племянник Майк Авилес также сделал успешную профессиональную карьеру, отыграв десять сезонов в Главной лиге бейсбола. 
Рамон Авилес скончался в своём доме в Манати 27 января 2020 года от осложнений сахарного диабета. Ему было 68 лет.